# Rebecca Lavelle
Rebecca Lavelle (Maitland, 18 de março de 1980) é uma cantora australiana. Desde os três anos de idade, Rebecca já dançava e cantava. Ela estudou na Brent Street School of Performing Arts e fez turnê pela Austrália antes de ser escolhida para fazer as canções para a famosa série de televisão australiana McLeod's Daughters. Ele cantou todas as músicas da trilha sonora da série nas duas primeiras temporadas (que receberam a certificação de disco de ouro). Ela também apareceu como atriz convidada na série em 2006.

## Discografia

### Álbuns
- 2004 - McLeod's Daughters: Songs from the Series Volume 1 (certificado Platina pela ARIA)[5]
- 2006 - McLeod's Daughters: Songs from the Series Volume 2 (certificado Ouro pela ARIA)[5]
- 2007 - Intimate Portrait
- 2008 - McLeod's Daughters: Songs from the Series Volume 3
- 2010 - Love & Bravery
- 2016 - Kehr Wieder
- 2020 - IV

### Singles
- 2002 - "My Heart Is Like A River"